# Nikodem (patriarcha Jerozolimy)
Nikodem (ur. 1827, zm. 1910) – prawosławny patriarcha Jerozolimy w latach 1883–1890.